# Letecká akrobacie

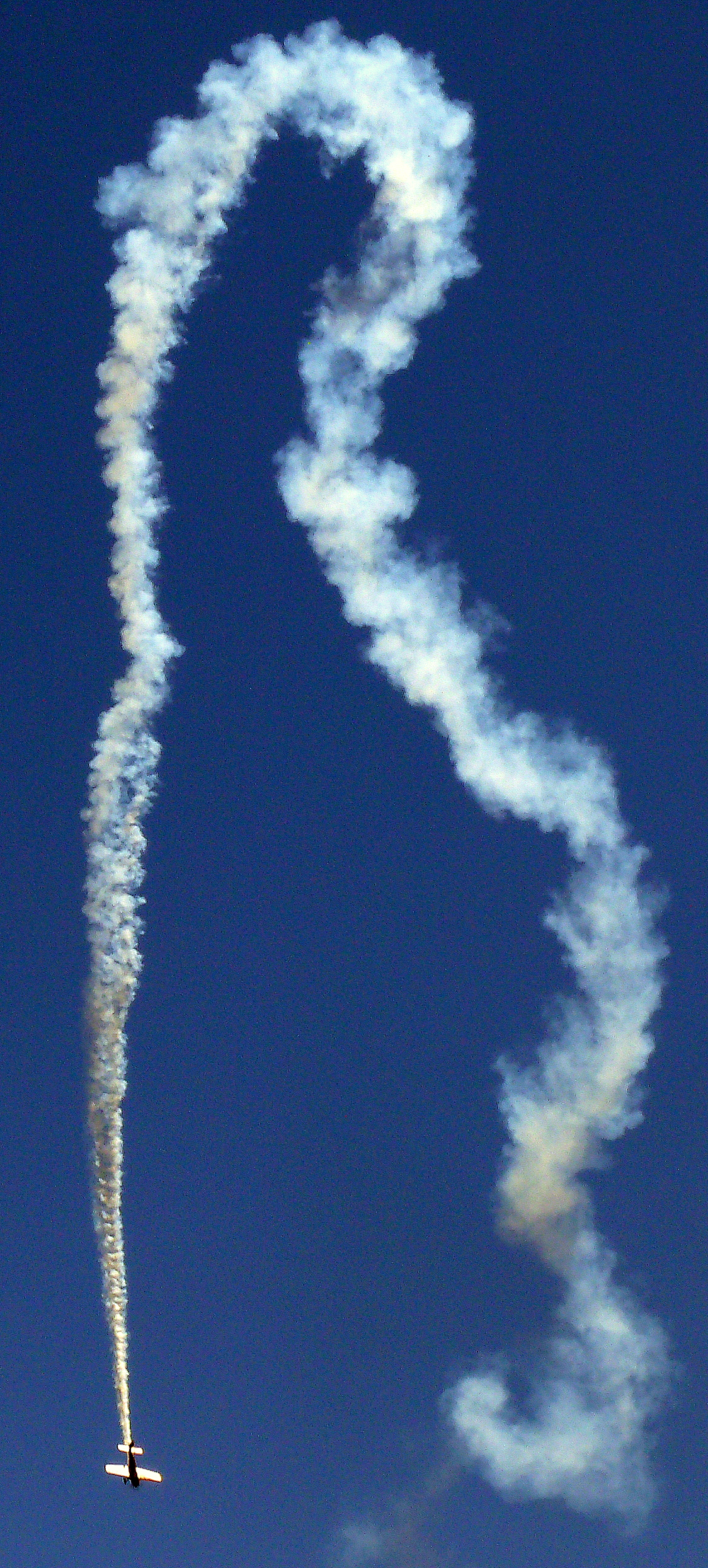
Dým ukazuje stopu po letu při letecké akrobacii.

Letecká akrobacie je druh sportovní disciplíny, při níž akrobatický pilot s akrobatickým letadlem provádí předem stanovené obraty za účelem dosažení co nejvyššího počtu bodů za přesnost jejich provedení.

## Letecká akrobacie v Československu
Letecká akrobacie má v České republice dlouhou tradici. Její počátky spadají do období první republiky – v této době byla letecká akrobacie spojována především s uměním vojenských pilotů. V roce 1936 byla letecká akrobacie zařazena na program Olympijských her v Berlíně a český reprezentant Petr Široký zde vybojoval stříbrnou medaili.
Další rozmach zaznamenala letecká akrobacie v poválečném období, kdy se z ní stala oficiální sportovní disciplína. Půl století poté, kdy Francouz Pégoud, podle některých pramenů ale zároveň i Rus Nestěrov, uvedli a jako první také vybrali přemet a vývrtku, se koná historicky první mistrovství světa – v roce 1960 v Bratislavě. Tehdy stanul na stupni nejvyšším československý pilot Ladislav Bezák, druhý byl Jiří Bláha a třetí František Skácelík.
I v dalších letech dosahovali čeští piloti výborných umístění. V roce 1978 se Mistrovství světa konalo na letišti Hosín u Českých Budějovic – absolutním mistrem světa se stal Ivan Tuček. V letech 1983 až 1986, v této zlaté éře české letecké akrobacie, získal Petr Jirmus dvakrát titul absolutního mistra světa a dvakrát absolutního mistra Evropy.
Od roku 1960 až do roku 1994 získali piloti 18 medailí a 4x titul absolutního mistra světa.

## Změna pravidel
V roce 1994 došlo k zásadním změnám pravidel. Akrobatické speciály redukují svoji hmotnost a nabývají ladnějších tvarů. Stále častěji se stává, že v jedné soutěži vedle sebe stojí neporovnatelné stroje. A proto, aby se srovnávaly výkony pilotů a nikoli jen leteckých konstruktérů, je akrobacie rozdělena. Vzniká prestižní a finančně nejnáročnější kategorie letadel bez omezení výkonu Unlimited a nižší – a tudíž i levnější kategorie Advanced, ve které mohou létat jen stroje splňující předem stanovené limity.

## Kategorie letecké akrobacie

### Motorové letouny
- Unlimited – nejvyšší kategorie; akrobacie na motorových letounech bez omezení výkonu (např. XtremeAir XA-41,Extra 330SC,Suchoj 31M,Edge 540...)
- Advanced – akrobacie na motorových letounech dle limitů CIVA (např. Zlín 50LS, Extra 300L)
- Intermediate – cvičné akrobatické stroje menšího výkonu (např. Zlín 50M)
- Sportsman – vstupní kategorie; zpravidla cvičné jedno- i dvoumístné letouny (např. Zlín 526F, Zlín 142)
- Speciální soutěže – Red Bull Air Race, Aerobatic Freestyle Challenge

### Větroně
- Unlimited a Advanced – létá se zpravidla na typu SWIFT S-1, MDM-1 FOX, na národních i mezinárodních soutěžích (pohárové soutěže, Mistrovství ČR i Mistrosvství světa, Danubia Cup)
- Intermediate – létá se na cvičných větroních (ASK-21, DG-1001, L-13 AC), na národních soutěžích (pohárové soutěže, Mistrovství ČR)
- Sportsman – létá se na cvičných větroních (ASK-21, DG-1001), na národních soutěžích (pohárové soutěže, Mistrovství ČR)
- Basic – létá se na cvičných větroních (ASK-21, DG-1001), na národních pohárových soutěžích

## Kvalifikace pro provádění letecké akrobacie

### Motorové letouny
Aby mohl pilot samostatně provádět základní prvky akrobacie, je třeba absolvovat výcvik tzv. vyšší pilotáže a získat kvalifikaci ACR. Vstupní podmínkou do výcviku je minimální nálet po získání pilotního průkazu alespoň 40 hodin ve funkci velitele letadla. Výcvik trvá minimálně 5 hodin a jedná se o základní trénink, po kterém je možné soutěžit maximálně v kategorii Sportsman.

### Větroně
Pro získání kvalifikace ACR opravňující k samostatnému létání akrobacie je třeba absolvovat, stejně jako v případě motorového létání, výcvik vyšší pilotáže. Vstupním požadavkem v případě větroňů je minimálně 120 startů po vydání průkazu, a to v pozici vedoucího letu PIC.

## Čeští sóloví akrobatičtí piloti
- Jiří Kobrle
- Petr Jirmus – dvojnásobný mistr světa v letecké akrobacii; dosud aktivní pilot
- Martin Stáhalík – taktéž mistr světa v letecké akrobacii ve více kategoriích, od konce devadesátých let jediný český zástupce ve světové akrobatické sérii World Grand Prix; roku 2001 tragicky zahynul v Holandsku
- Petr Biskup – mistr světa v kategorii Advanced
- Martin Vecko
- Ivan Tuček
- Ladislav Bezák
- František Skácelík
- Václav Šmíd
- Martin Muck
- David Sykora
- Martin Šonka
- Marek Hyka
- Petr Kopfstein
- Petr Kouřil
- Karel Kuthan
- Lukáš Pařízek
- Aleš Franc
- Jan Zival
- Radim Bagár
- Miloš Ramert – akrobacie na větroních
- Jaromír Hůlka – vítěz prestižního poháru Lockheed Trophy v Coventry, Anglie
- Vilém Krista – vítěz prestižního poháru Lockheed Trophy, Coventry
- Věra Kaprasová
- Přemysl Vávra – zlatá medaile, Mistrovství Evropy v akrobacii na kluzácích 2008 – volná sestava
- Jan Rozlivka – bronzová medaile, Mistrovství Evropy v akrobacii na kluzácích 2008 – volná sestava
- Radim Kurka
- Vladislav Pavlík
- Jiří Bláha – vítěz prestižního poháru Lockheed Trophy, Coventry, Anglie r. 1961
- Tomáš Kořínek, st.
- Tomáš Kořínek, ml.
- Vilém Říha
- Miroslav Černý
- Jan Sobotka
- Jiří Saller
- Jiří Pospíšil

## Čeští skupinoví akrobatičtí piloti
- Radka Máchová
- Jiří Saller
- Jiří Vepřek
- Miroslav Krejčí
- Jiří Tlustý st.

## Čeští Mistři světa v letecké akrobacii
- 1960 – Ladislav Bezák – Bratislava (Československo)
- 1978 – Ivan Tuček – České Budějovice (Československo)
- 1984 – Petr Jirmus – Békéscsába (Maďarsko)
- 1986 – Petr Jirmus – South Cerney (Velká Británie)
- 1995 – Martin Stáhalík – Kapské Město (Jihoafrická republika) – kategorie Advanced (stroje s omezeným výkonem)
- 1999 – Petr Biskup – Mnichovo Hradiště (Česko) – kategorie Advanced
- 2004 – Petr Biskup – Ljungbyhed (Švédsko) – Mistr světa v tajné sestavě, kategorie Advanced
- 2004 – Martin Vecko – Ljungbyhed (Švédsko) – Mistr světa v povinné sestavě, kategorie Advanced
- 2010 – Marek Hyka – Radom (Polsko) – Mistr světa ve volné tajné sestavě, kategorie Advanced

## Zahraniční sóloví akrobatičtí piloti
- Jurgis Kairys – několikrát podlétl několik mostů (v Litvě, z toho jeden v Kaunasu podletěl na zádech (hlavou dolů, podvozkem vzhůru)[2])
- Světlana Kapaninová – nejlepší akrobatická pilotka světa, mistryně světa v letech 1996, 1998, 2001, 2003, a 2005
- Kirby Chambliss
- Peter Besenyei
- Klaus Schrodt
- Nigel Lamb – létal se Spitfirem například ve filmu Tmavomodrý svět
- Paul Bonhomme
- Nicolas Ivanoff
- Luca Bertossio

## Akrobatické skupiny
- Flying Bulls – 4 x XtremeAir XA42
- Frecce Tricolori
- Matadors
- Patrouille de France
- Patrulla Águila
- Red Arrows
- Snowbirds
- Blue Angels
- Thunderbirds
- Breitling Jet Team